# 감천면 (김천시)

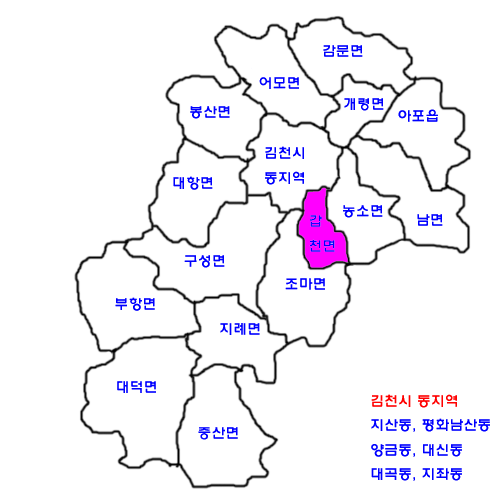
감천면의 위치

감천면(甘川面)은 경상북도 김천시 중앙부에 위치한 면이다.

## 개요
감천면은 김천의 젖줄인 감천이 남북으로 흐르고 있으며 비옥한 토지로 참외, 자두, 딸기 등 특용 과수작물이 성행하는 지역이다. 또한 시가지에 연접한 지리적 이점을 바탕으로
금송리 긴방천에는 개나리 꽃길이 2km 조성되어 있어 시민들에게 널리 사랑받는 명소로 자리매김하고 있다.

## 연혁
- 조선시대 : 성주목 신곡면 관할
- 1906년 : 성주군 신곡면이 김산군에 편입
- 1914년 12월 29일 : 부․군․면 통합, 김산군 감천면 신설
- 1928년 10월 1일 : 감천면 지좌동이 김천읍으로 편입
- 1949년 8월 15일 : 금릉군 감천면(김천읍이 시로 승격)
- 1983년 2월 15일 : 양천 6개리 김천시로 편입
- 1995년 1월 1일 : 김천시, 금릉군 통합

## 행정 구역
| 법정리 | 행정리                    | 비고                   |
| ------ | ------------------------- | ---------------------- |
| 광기리 | 광기1리, 광기2리, 광기3리 | 면 행정복지센터 소재지 |
| 금송리 | 금송1리, 금송2리, 금송3리 |                        |
| 도평리 | 도평1리, 도평2리          |                        |
| 무안리 | 무안1리, 무안2리, 무안3리 |                        |
| 용호리 | 용호1리, 용호2리          |                        |

## 주요 시설
- 감천면 행정복지센터
- 감천농협
- 감천초등학교
- 감천파출소
- 감천면보건지소